# Chrysosoma digitulum
Chrysosoma digitulum är en tvåvingeart som beskrevs av Becker 1922. Chrysosoma digitulum ingår i släktet Chrysosoma och familjen styltflugor. Inga underarter finns listade i Catalogue of Life.